# Acanthurus grammoptilus
Acanthurus grammoptilus és una espècie de peix pertanyent a la família dels acantúrids.

## Descripció
- Pot arribar a fer 35 cm de llargària màxima[2] i 900 g de pes.[3]
- 8-9 espines i 25-26 radis tous a l'aleta dorsal i 3 espines i 23-24 radis tous a l'anal.
- Cap tacat amb franges al davant de l'ull.
- L'extrem de l'aleta pectoral és més pàl·lid que la base.
- La base de l'aleta caudal és de color blanc.[4]

## Hàbitat
És un peix marí, associat als esculls i de clima tropical (10°S-31°S, 114°E-180°E) que viu entre 22 i 91 m de fondària.

## Distribució geogràfica
Es troba al Pacífic occidental: les illes Filipines, Indonèsia i el nord-oest d'Austràlia.

## Ús comercial
És bo com a aliment.

## Observacions
És inofensiu per als humans.